# Route nationale 8 (Luxemburg)
Die Nationalstraße 8 oder kurz N8 ist eine mit einer Gesamtlänge von 19,8 km relativ kurze luxemburgische Nationalstraße, die die im Westen des Großherzogtums gelegenen Kantone Redingen, Capellen und Mersch durchquert.

## Heutiger Straßenverlauf
Die N beginnt an der Grenze zu  Belgien im Ortsteil Geichel (zugehörig zur Gemeinde Habscht) und ist quasi die Fortsetzung der belgischen N844 auf luxemburgischer Seite.
Ab hier verläuft sie zunächst in nordöstlicher Richtung durch das Waldgebiet Kreuzerbuch, wo sie den höchsten Punkt der N8 „um Zengel“  überquert und durch den Straßentunnel Habscht-Kreuzerbuch geführt ist. Von dort aus verläuft sie weiter durch Waldgebiete in Richtung Süden und durchquert das Dörfchen Saeul.
In Saeul kreuzt die N8 die Nationalstraße  (Luxemburg-Wemperhart) und wird dann durch die Orte Bruch und Reckingen/Mess in Richtung Mersch geführt. Kurz vor Mersch besteht Anschluss an die Autoroute   (Ein-/Ausfahrt Mersch; Nr. 4). Im Ort selbst endet die N8 im Kreisel am Cactus-Supermarkt, durch den auch die Nationalstraße  verläuft.

## Entwicklung der N8
- Die Nationalstraße besteht bereits seit dem Jahre 1843. Damals wurde sie als „Straße von Mersch nach Arlon“ bezeichnet und ersetzte die zuvor als belgische „Grande route de deuxième classe“ klassifizierte Route, die kurz vorher von belgischer Seite gebaut wurde;

- 1958 wurde die Straße über die Ortschaften Mersch-Berschbach, Mersch-Binzrath  und Fischbach-Angelsberg bis nach Fels (Larochtette) weitergeführt und mündete dort in die Nationalstraße , jedoch wurde diese Verlängerung später deklassifiziert.
- Mit der großen Umklassifizierung von Teilen des luxemburgischen Straßennetzes im Jahre 1995[1] ist die knapp 10 km lange Teilstrecke Mersch – Fels in einen Chemin repris (CR118) herabgestuft worden und somit nicht mehr Teil der N8.

## Bildergalerie

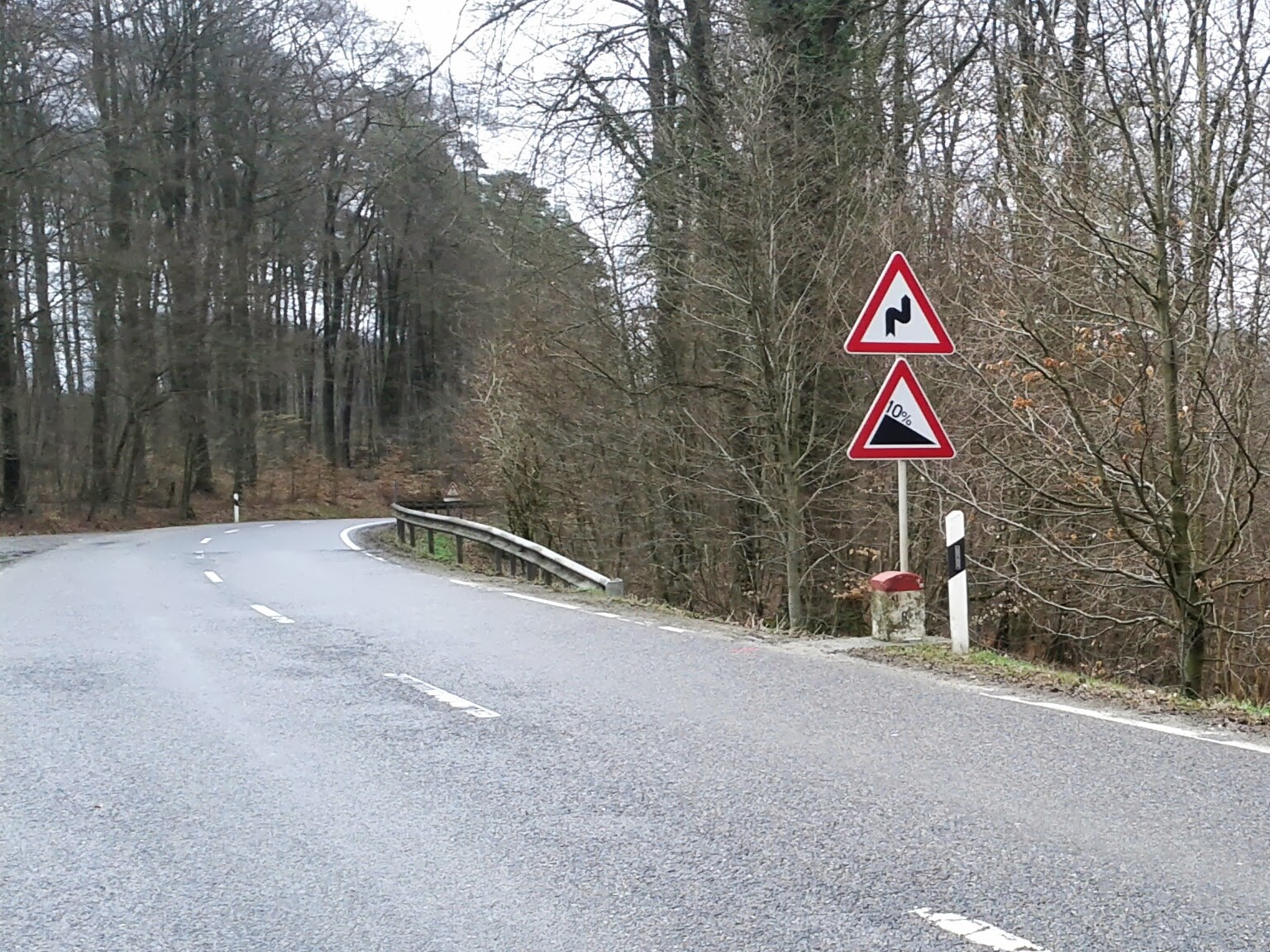
D'N8 zwischen Kreuzerbuch am Anfang der N8 in Richtung Saeul
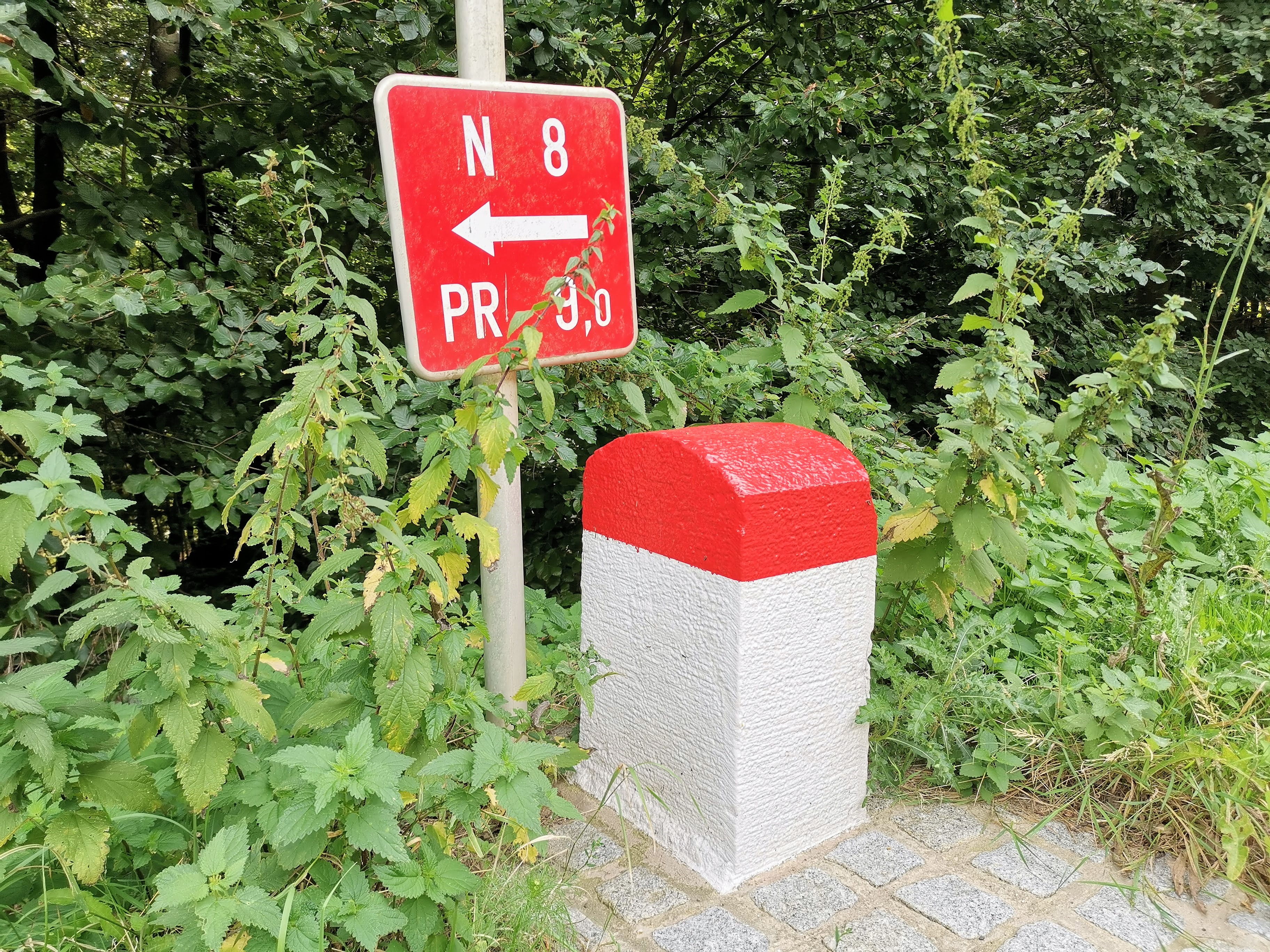
Kilometerstein an der N8
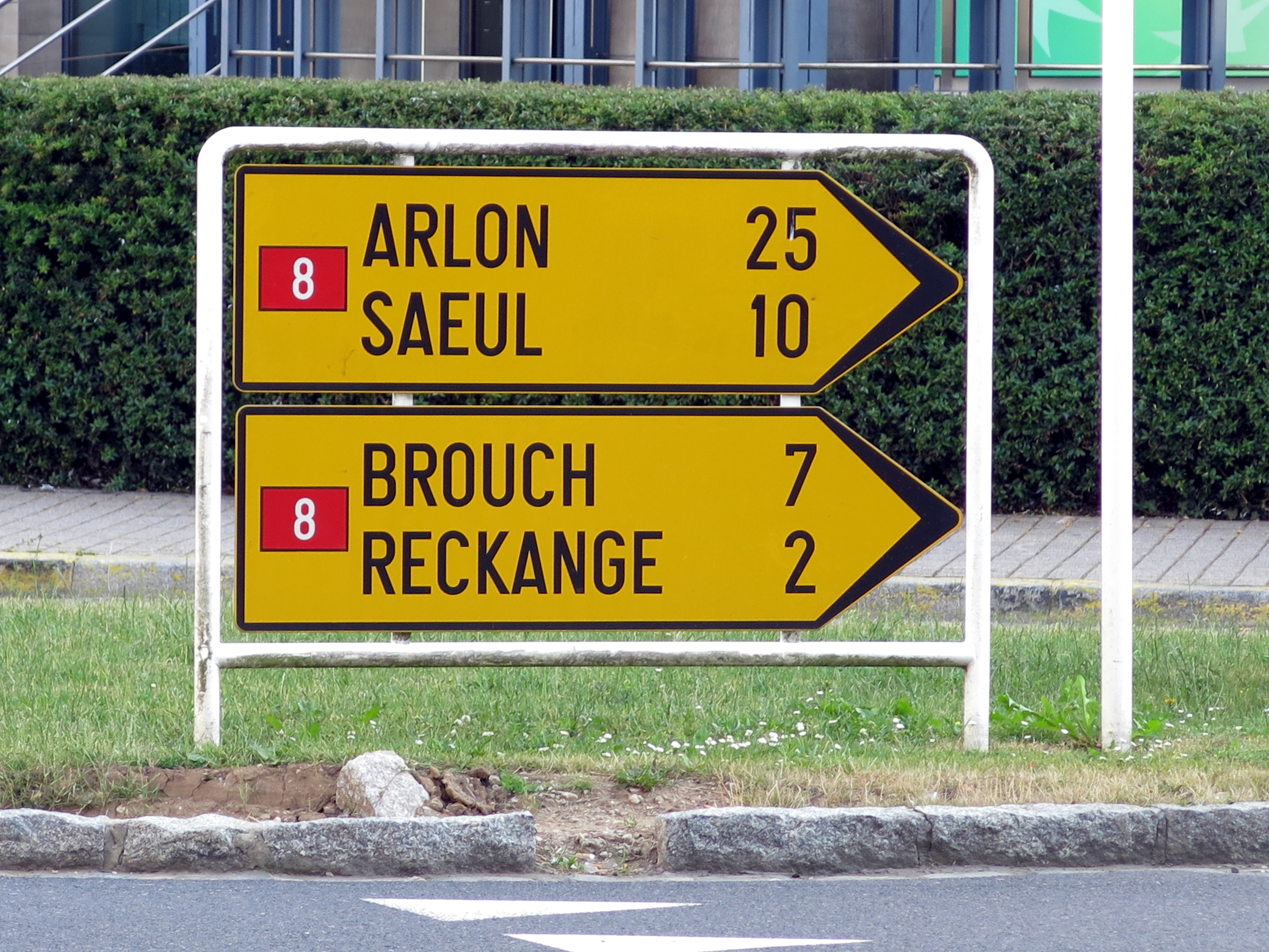
Wegweiser in Mersch